# Ron Jones (hockey sur glace, 1951)
Pour les articles homonymes, voir Ron Jones.
Ron Perry Jones (né le 11 avril 1951 à Vermillion, dans la province de l'Alberta au Canada) est un joueur professionnel canadien de hockey sur glace,.

## Statistiques
| Saison     | Équipe                 | Ligue      |    | Saison régulière | Saison régulière | Saison régulière | Saison régulière | Saison régulière |   | Séries éliminatoires | Séries éliminatoires | Séries éliminatoires | Séries éliminatoires | Séries éliminatoires |
| Saison     | Équipe                 | Ligue      | PJ | B                | A                | Pts              | Pun              | PJ               | B | A                    | Pts                  | Pun                  |                      |                      |
| 1970-1971  | Oil Kings d'Edmonton   | LHOu       | 63 | 11               | 40               | 51               | 46               | -                | - | -                    | -                    | -                    |                      |                      |
| 1971-1972  | Braves de Boston       | LAH        | 74 | 6                | 11               | 17               | 36               | 9                | 0 | 0                    | 0                    | 7                    |                      |                      |
| 1971-1972  | Bruins de Boston       | LNH        | 1  | 0                | 0                | 0                | 0                | -                | - | -                    | -                    | -                    |                      |                      |
| 1972-1973  | Braves de Boston       | LAH        | 53 | 3                | 25               | 28               | 34               | 5                | 0 | 1                    | 1                    | 2                    |                      |                      |
| 1972-1973  | Bruins de Boston       | LNH        | 7  | 0                | 0                | 0                | 2                | -                | - | -                    | -                    | -                    |                      |                      |
| 1973-1974  | Bears de Hershey       | LAH        | 34 | 0                | 12               | 12               | 23               | 14               | 0 | 3                    | 3                    | 6                    |                      |                      |
| 1973-1974  | Penguins de Pittsburgh | LNH        | 25 | 0                | 3                | 3                | 15               | -                | - | -                    | -                    | -                    |                      |                      |
| 1974-1975  | Bears de Hershey       | LAH        | 25 | 0                | 6                | 6                | 37               | -                | - | -                    | -                    | -                    |                      |                      |
| 1974-1975  | Capitals de Washington | LNH        | 19 | 1                | 1                | 2                | 16               | -                | - | -                    | -                    | -                    |                      |                      |
| 1975-1976  | Robins de Richmond     | LAH        | 20 | 0                | 7                | 7                | 8                | -                | - | -                    | -                    | -                    |                      |                      |
| 1975-1976  | Bears de Hershey       | LAH        | 53 | 7                | 23               | 30               | 34               | 10               | 1 | 5                    | 6                    | 9                    |                      |                      |
| 1975-1976  | Capitals de Washington | LNH        | 2  | 0                | 0                | 0                | 0                | -                | - | -                    | -                    | -                    |                      |                      |
| 1976-1977  | Bears de Hershey       | LAH        | 36 | 0                | 9                | 9                | 18               | 6                | 0 | 3                    | 3                    | 4                    |                      |                      |
| Totaux LNH | Totaux LNH             | Totaux LNH | 54 | 1                | 4                | 5                | 33               | -                | - | -                    | -                    | -                    |                      |                      |

## Trophées et distinstions

### Ligue américaine de hockey
- Il remporte la Coupe Calder avec les Bears de Hershey en 1973-1974.